# Mi México (álbum)
Mi México es el sexto álbum de la cantante mexicana Ana Gabriel publicado en 1991, cuando ganó el premio Lo Nuestro a la música latina Univisión en mayo como cantante femenina. Tiene 2 550 000 copias vendidas a nivel internacional[cita requerida]. La discográfica del álbum es Sony Music Entertainment y su álbum anterior es En Vivo, que fue el álbum más vendido de Ana Gabriel y también su primer álbum grabado en vivo. Además «Mi México» se concilió con el premio Lo Nuestro a la música latina regional mexicana en 1992. Forma parte de la lista de los 100 discos que debes tener antes del fin del mundo, publicada en 2012 por Sony Music [cita requerida].

## Lista de canciones
Todas las canciones escritas y compuestas por Ana Gabriel, excepto donde se indique. 
| N.º | Título                                          | Duración |  |
| 1.  | «Mi talismán» (Sullivan, Massadas, Ana Gabriel) | 4:47     |  |
| 2.  | «Como olvidar»                                  | 4:21     |  |
| 3.  | «No entiendo»                                   | 3:51     |  |
| 4.  | «Oye»                                           | 3:18     |  |
| 5.  | «Y aquí estoy (Versión ranchera)»               | 3:49     |  |
| 6.  | «Amigo mío (Homenaje a Juan Gabriel)»           | 3:43     |  |
| 7.  | «Ahora»                                         | 3:28     |  |
| 8.  | «Sin problemas»                                 | 3:37     |  |
| 9.  | «Hechizo»                                       | 3:34     |  |
| 10. | «Voy a ser»                                     | 4:05     |  |
| 11. | «No siempre se gana»                            | 2:31     |  |